# Olivier Roy
Pour les articles homonymes, voir Roy.
Olivier Roy, né le 30 août 1949 à La Rochelle, est un politologue et universitaire français, spécialiste de l'islam.

## Biographie
Olivier Roy est issu d'une famille de protestants vendéens. Après des études en classes préparatoires littéraires au lycée Louis-le-Grand, puis à l'Inalco (promotion 1972) où il apprend le persan ; il est agrégé de philosophie en 1972 et devient professeur dans l'enseignement secondaire en 1973. Il est engagé politiquement à partir de 1968 au sein du mouvement maoïste de la Gauche prolétarienne,,.
Recruté au CNRS comme chercheur en 1985, il devient docteur de l'Institut d'études politiques de Paris en sciences politiques en 1996, directeur de recherche au CNRS et directeur d'études à l'EHESS dans l'équipe « domaine turc ». Il est également chercheur associé au Centre de recherches internationales (CERI) et consultant au Centre d'analyse et de prévision du ministre des Affaires étrangères depuis 1984. 
Olivier Roy a participé à la guerre d'Afghanistan contre l'URSS. Il a appris à tirer et a participé aux combats dans les années 1980. Il était déjà parti en auto-stop en Afghanistan en 1969. Il pratique une ethnologie empirique en bavardant avec ses interlocuteurs, particulièrement les chauffeurs qui le prennent en stop. Pour traverser la frontière afghane vers le Pakistan, il se déguise en réfugié afghan tandis que sa compagne revêt une burqa.
Après la fin de la guerre d'Afghanistan, il s'installe en Asie centrale pour étudier l'Ouzbékistan et le Tadjikistan. Il étudie le Shashmaqam, un répertoire musical spécifique issu du Khanat de Boukhara.
Il a enseigné la philosophie à Dreux au lycée Rotrou. Il s'est également installé dans cette ville, mais sa carrière d'enseignant a été entrecoupée par ses voyages répétés en Afghanistan, avant et pendant la guerre des années 1980, en passant par la Turquie, l'Iran, le Pakistan, le Yémen, expérience itinérante qu'il rapporte dans son livre En quête de l'Orient perdu (2014).
Depuis septembre 2009, il est professeur à l'Institut universitaire européen de Florence (Italie), où il dirige le Programme méditerranéen.
Olivier Roy participe à la conférence Bilderberg en 1988, 1997, 2002, 2003, 2005 et en 2011.

## Travaux et réception critique
Olivier Roy mène une réflexion sur les rapports entre le politique et le religieux qui s'attache principalement à l'islam. Spécialiste de l'« islamisme », il ne connaît néanmoins pas la langue arabe selon Gilles Kepel.
Dès 1992, il prophétise ainsi « l'échec de l'islam politique », dans un essai qui porte ce titre. Il a notamment analysé, dès 2005, les causes prévisibles du Printemps arabe de 2011, avertissant notamment le ministère français des Affaires étrangères des erreurs d'analyse faites par les gouvernements occidentaux dans leur soutien aux régimes autocratiques arabes, par crainte de dérives islamistes et de l'antiaméricanisme. Commentant le Printemps arabe en février 2011, il avance : « Oui : dans toutes ces révolutions, les islamistes sont absents. Ça ne veut pas dire qu’ils ne vont pas revenir. L’islamisme est fini, comme solution politique et comme idéologie. Mais les islamistes sont là, et c’est donc la grande inconnue. »
Concernant la compréhension du terrorisme jihadiste, les spécialistes Gilles Kepel et Bernard Rougier considèrent qu'Olivier Roy est « le champion » d'une « posture intellectuelle » qui refuse l’analyse critique du domaine islamique en le cantonnant à des « radicalisations » ; le corollaire de cette dilution du jihadisme dans la radicalisation étant la peur de « l’islamophobie » caractéristique de ce qu'ils nomment le « procès en sorcellerie » intenté au romancier Kamel Daoud. Le désaccord entre Gilles Kepel et Olivier Roy sur le chapitre de l'analyse des causes du terrorisme islamiste en France est profond et persiste depuis plusieurs années.
Le sociologue Hugues Lagrange critique également l’hypothèse développée par Olivier Roy selon laquelle le terrorisme jihadiste pourrait être interprété simplement comme un processus de radicalisation et comme un « registre d’action sociale ». Selon lui, cette hypothèse fait l'impasse sur le fait que « culture et religiosité sont complètement mêlées »,. Mais selon Olivier Roy, dont la position exclut tout essentialisme, il y a bien une « radicalisation de l'islam », comme le soutient Gilles Kepel, mais aussi et plus profondément ancrée dans les marges de la société, une « islamisation de la radicalité », selon laquelle la radicalité des jeunes Occidentaux candidats au djihad préexiste à leur islamisation. Il déclare ainsi : « La radicalisation djihadiste, pour moi, n'est pas la conséquence mécanique de la radicalisation religieuse. La plupart des terroristes sont des jeunes issus de la seconde génération de l'immigration, radicalisés récemment et sans itinéraire religieux de long terme. »
Selon lui, à l'origine de cette radicalisation et de ces candidats au djihad et au terrorisme, il y a « une révolte nihiliste générationnelle », symptôme d'un grand malaise dans une certaine jeunesse : « Ce n'est pas Daech qui suscite la radicalisation des jeunes Européens [...] C'est d'ailleurs pourquoi si on élimine Daech, on n'éliminera pas pour autant cette radicalité. » Au-delà de cette question du djihad et du terrorisme, et au-delà de l'islam lui-même, Olivier Roy critique aussi la vision selon laquelle le monde vivrait une guerre des religions ou des civilisations, erreur fondée selon lui sur la confusion entre deux problèmes : le terrorisme et la réalité d'une partie de la population, musulmane ou non, qui ne partage pas les valeurs dominantes.

## Prix et Distinctions
- Prix Montyon 2023 pour L'Aplatissement du monde. La crise de la culture et l'empire des normes

## Publications

### Ouvrages
- Leibniz et la Chine, Paris, Vrin, 1972
- L'Afghanistan, Islam et modernité politique, Paris, Le Seuil, 1985 ; traduit en anglais (1986, seconde édition en 1990)
- Afghanistan, l'éternité en guerre, Paris, La Nef, 1986  (ISBN 978-2906113008) ; traduit en anglais (1995)
- L’Échec de l'Islam politique, Paris, Le Seuil, 1992 ; rééd. avec une postface inédite, Paris, Le Seuil, coll. « Points Essais », 2015 ; traduit en anglais (1996)
- Généalogie de l’islamisme, Paris, Hachette, 1995, Paris ; rééd. Paris, Fayard/Pluriel, 2011
- La Nouvelle Asie centrale ou la fabrication des nations, Paris, Le Seuil, 1997 ; traduit en espagnol (1998) et anglais (2007)
- Iran : comment sortir d'une révolution religieuse ? (avec Farhad Khosrokhavar), Paris, Le Seuil, 1999
- L’Asie centrale contemporaine, Paris, PUF, coll. « Que sais-je ? », 2001
- Les illusions du 11 septembre. Le débat stratégique face au terrorisme, Paris, Le Seuil, 2002
- L’Islam mondialisé, Paris, Le Seuil, 2002 ; traduit en anglais (2004)
- Réseaux islamiques. La connexion afghano-pakistanaise (avec Mariam Abou Zahab), Paris, Autrement, 2002 ; traduit en anglais (2004)
- direction de Musulmanes, musulmans au Caire, à Téhéran, Istanbul, Paris, Dakar : Un monde fait de tous les mondes, avec Valérie Amiraux, Paris, Indigène Editions, 2004
- direction de La Turquie aujourd’hui, un pays européen ?, Paris, Universalis, 2004 ; traduit en anglais (2005)
- Islam et Occident, Paris, Éditions De Vive Voix, 2004  (ISBN 978-2846840484)
- Généalogie de l'islamisme, Paris, Fayard, 2011  (ISBN 978-2818500842)
- La Laïcité face à l'Islam, Paris, Stock, 2005 ; rééd. Paris, Fayard/Pluriel, 2013 ; traduit en anglais (2007)
- Islam et Occident, Paris, Éditions sonores De Vive Voix, 2005
- Le Croissant et le chaos, Paris, Hachette 2007 ; rééd. Paris, Fayard, coll. « Essais », 2013 ; traduit en anglais (2008)
- participation à La religion, est-elle encore l'opium du peuple ?, Paris, Editions de l'Atelier, 2008  (ISBN 978-2708240209)
- La Sainte ignorance. Le temps de la religion sans culture, Paris, Le Seuil, 2008 ; rééd. Paris, Le Seuil, coll. « Points Essais », 2012 ; traduit en anglais (2010)
- Le Moyen-Orient, du début du XXe siècle à la guerre en Irak, Paris, Éditions De Vive Voix, 2009  (ISBN 978-2846840798)
- L’Iran, la fin de la révolution islamique, Paris, Éditions De Vive Voix, 2009
- En quête de l’Orient perdu. Entretiens avec Jean-Louis Schlegel, Paris, Seuil, 2014  (ISBN 978-2020556699) ; traduit en anglais (2017)
- Quand la burka passe à l'ouest : Enjeux éthiques, politiques et juridiques [sous la dir. de], Rennes, Presses Universitaires de Rennes, 2014  (ISBN 978-2753528444)
- La Peur de l’islam (Dialogues avec Nicolas Truong), La Tour d’Aigues, Éditions de l’Aube, coll. « Le monde des idées », 2015  (ISBN 978-2-8159-1264-8)
- direction de The Revival of Islam in the Balkans : From Identity to Religiosity, Palgrave Macmillan, 2015  (ISBN 978-1137517838)
- Religious Diversity in European Prisons: Challenges and Implications for Rehabilitation [sous la dir. de], Springer, 2015  (ISBN 978-3319167770)
- Le Djihad et la Mort, Paris, Le Seuil, coll. « Débats », 2016[17]  (ISBN 978-2021327045) ; traduit en anglais (2017)
- Saving the People: How Populists Hijack Religion [sous la dir. de], Oxford, Oxford University Press, 2016  (ISBN 978-0190639020)
- Et tout ça devrait faire d'excellents Français (Dialogue sur les quartiers avec Naïma M'Faddel), Paris, Seuil, 2017  (ISBN 978-2021356267)
- Tribes and Global Jihadism [sous la dir. de], Oxford, Oxford University Press, 2017  (ISBN 978-0190864545)
- L'Europe est-elle chrétienne ?, Paris, Seuil, 2019[18]  (ISBN 978-2-02-140668-9)
- L'Aplatissement du monde. La crise de la culture et l'empire des normes, Paris, Seuil, 2022[19]  (ISBN 978-2021505931)
- Frontière, roman, Paris, Le Cerf, 2024  (ISBN 978-2204159760)

### Préfaces
- Massoud l'Afghan de Christophe de Ponfilly, Editions du Félin, 1998  (ISBN 978-2866453169)
- Femmes d'autorité dans l'Asie centrale contemporaine : Quête des ancêtres et recompositions identitaires dans l'islam postsoviétique de Habiba Fathi, Maisonneuve & Larose, coll. « Bibliothèque d'Asie centrale », 2004  (ISBN 978-2706817632)
- Être imam en France : Transformations du "clergé" musulman en contexte minoritaire de Romain Sèze, Éditions du Cerf, coll. « Sciences humaines et religions », 2013  (ISBN 978-2204100458)
- Les Religions au défi de la tolérance de Fatiha Kaoues, La Plume Editions, 2013  (ISBN 978-1733534222)
- Afghanistan: Identity, Society and Politics since 1980 édité par Micheline Centlivres-Demont, Londres, I.B. Tauris, 2015  (ISBN 978-1784530815)
- Restez pour la nuit ! de Etienne Gille, Asiathèque, 2016  (ISBN 978-2360570805)
- Renouveau de l'islam en Asie centrale et dans le Caucase de Bayram Balci, Paris, CNRS, 2017  (ISBN 978-2271093400)
- Convertir le monde arabe - L'offensive évangélique de Fatiha Kaoues, Paris, CNRS, 2018  (ISBN 978-2271116048)
- Islam: An American Religion (Religion, Culture, and Public Life) de Nadia Marzouki, 2017  (ISBN 978-0231176804)
- Derrière le niqab d'Agnès De Féo, 2020  (ISBN 978-2200629434)

### Sélection d'articles
- « L'Amérique veut régler de vieux comptes », entretien avec Pierre Ganz et Alain Louyot, L'Express, 12 septembre 2002.
- « Les Turcs refusent un Kurdistan autonome », entretien avec François Dufay, Le Point, n° 1593, 28 mars 2003, p. 72.
- (en) « Development and Political Legitimacy: The Cases of Iraq and Afghanistan », Conflict, Security and Development, volume 4 n° 2, août 2004. DOI 10.1080/1467880042000259095
- « Al Qaida, label ou organisation ? », Le Monde diplomatique, septembre 2004, p. 24–25.
- (en) « Radical Islam appeals to the rootless », The Financial Times, 12 octobre 2004.
- « Même les croyants ont intégré la laïcité », L'Express, 29 novembre 2004.
- « L'énigme du soulèvement : Michel Foucault et l'Iran », Vacarmes, n° 28, automne 2004.
- (en) « The Democratic Conundrum of Today's Middle East », The Financial Times, 12 avril 2005.
- « L'Église catholique veut revenir sur la Cène », Libération, 18 mars 2005.
- (en) « Why Do They Hate Us? Not Because of Iraq », The New York Times, 22 juillet 2005.
- « Révolution post-islamique », Le Monde, 12 février 2011.
- « L'islam politique, toujours en échec », Esprit, mai 2015, JSTOR:44136010.
- « La politique turque n'est ni ottomane ni islamiste », Le Monde, 28 décembre 2016.